# 제7회 인디다큐페스티발
제7회 인디다큐페스티발은 2007년 3월 30일에 열린 시상식이다.

## 수상 및 후보

### 국내 신작전
- 농가 일기 - 권우정
- 명성, 그 6일의 기록 - 김동원
- 안녕, 사요나라 - 김태일 외 1명
- 엄마를 찾아서 - 정호현
- 영매 - 산 자와 죽은 자의 화해 - 박세호
- 이중의 적 - 이지영
- 작별 - 황윤
- 진실의 문 - 김희철
- 파산의 기술 - 이강현
- 팬지와 담쟁이 - 계운경
- 192-399 - 더불어사는 집 이야기 - 이현정

### 해외 신작전
- My Imported Wife - Chung-Lung Tsai
- 구멍 속에서 - 후안 카를로스 룰포

### 올해의 초점
- The Film Class - Uri Rosenwaks
- 블랙 골드 - 마크 J. 프랜시스
- 디트로이트 - 도시의 폐허 - 마이클 채넌 외1명
- 뉴욕 돌 - 그렉 화이트리

### 특별상영
- 글래스톤베리 - 줄리엔 템플